# Svilengrad
Svilengrad (Bulgaars: Свиленград, Turks: Cisr-i Mustafa Paşa) is een stad en een gemeente in de Bulgaarse oblast Chaskovo. De Maritsarivier stroomt ten westen van deze stad. Svilengrad ligt aan een uitloper van het Rodopegebergte en ligt 56 km ten oosten van Chaskovo. Svilengrad ligt bij de grens met zowel Turkije als Griekenland en ligt aan meerdere wegen waaronder de Europese weg 85. 

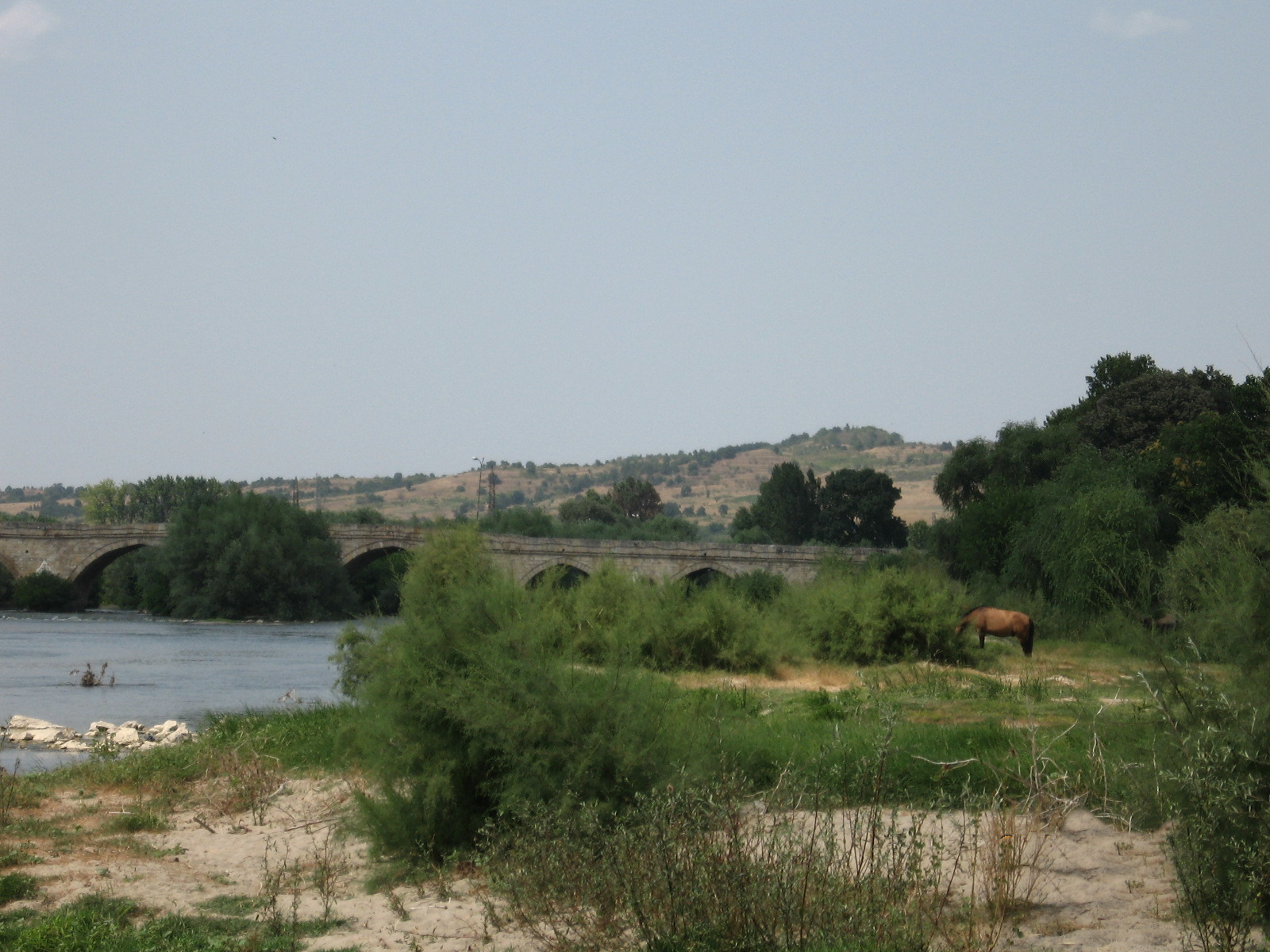
Oude brug over de Maritsa

## Geschiedenis
Ten tijde van het Ottomaanse Rijk werd de plaats Cisr-i Mustafapasha genoemd en sinds de Eerste Balkanoorlog in 1912 hoort Svilengrad bij Bulgarije. De oude brug uit 1529 is een bezienswaardigheid.

## Bevolking
In de eerste telling van 1934 registreerde het dorp Svilengrad 10.385 inwoners, terwijl de gemeente Svilengrad (inclusief de naburige dorpen) zo'n 29.311 telde. Alhoewel de bevolking van de stad Svilengrad tot 2001 bijna verdubbelde naar een hoogtepunt van 19.036 personen, is de bevolking van de gemeente Svilengrad continu afgenomen. Vooral de plattelandsbevolking krimpt in een rap tempo: van 18.926 personen in 1934 naar 4.111 personen in 2019 (oftewel minus 78%). De stad Svilengrad telde daarentegen 17.184 inwoners.
| Stad     | 10.385 | 10.730 | 12.111 | 13.882 | 15.169 | 17.476 | 18.643 | 19.036 | 18.115 | 17.184 |
| Gemeente | 29.311 | 32.169 | 32.397 | 30.557 | 26.996 | 27.159 | 26.704 | 25.375 | 23.004 | 21.295 |

Van de 18.115 inwoners die in de telling van 2011 werden geregistreerd, reageerden er 16.602 op de optionele volkstelling. Van deze 16.602 respondenten identificeerden 14.887 personen zichzelf als etnische Bulgaren (89,7%), gevolgd door 1.524 Roma (9,2%) en 87 Bulgaarse Turken (0,5%). In de gemeente Svilengrad vormden Bulgaren 89,9% van de respondenten (19.069 personen), de Roma 8% (1700 personen) en de Turken 1,5% (316 personen).
Van de 18.115 inwoners in februari 2011 werden geregistreerd, waren er 2.527 jonger dan 15 jaar oud (13,7%), 13.105 inwoners waren tussen de 15-64 jaar oud (72,3%) en 2.483 personen waren 65 jaar of ouder (13,9%).

## Nederzettingen
De gemeente Svilengrad bestaat uit de stad Svilengrad en 23 nabijgelegen dorpen.
| - Dervisjka Mogila - Dimitrovtsje - Generalovo - Kapitan Andreevo - Kostoer - Levka - Lisovo - Matotsjina | - Mezek - Michalitsj - Mladinovo - Momkovo - Moestrak - Pastrogor - Pasjovo - Rajkova Mogila | - Ravna Gora - Siva Reka - Sladoen - Stoedena - Svilengrad (hoofdplaats) - Sjtit - Tsjernodab - Varnik |